# He Like That
He Like That è un singolo del gruppo musicale statunitense Fifth Harmony, pubblicato il 19 settembre 2017 come secondo estratto dal terzo album in studio eponimo.

## Descrizione
Seconda traccia dell'album, He Like That è stato scritta da Ammo, DallasK, Ester Dean, Dexter Ansley, Gerald Baillergeau, Ondreius Burgie, Stanley Burrell, George Clinton, Garry Shider, David Spradley, e prodotta da Ammo e DallasK.

## Promozione
Il brano è stato eseguito con la performance di gruppo al Late Late Show di James Corden il 12 settembre 2017.

## Video musicale
Il video musicale, diretto da James Larese, è stato reso disponibile il 25 agosto 2017.

## Tracce
Testi e musiche di Joshua Coleman, Dallas Koehlke, Ester Dean, Dexter Ansley, Gerald Baillergeau, Ondreius Burgie, Stanley Burrell, George Clinton, Garry Shider e David Spradley.
Download digitale – French Montana Remix
1. He Like That (French Montana Remix) (feat. French Montana) – 3:35

## Formazione
Gruppo
- Fifth Harmony – voci

Produzione
- Ammo – produzione
- DallasK – produzione
- Ester Dean – co-produzione
- Chris "Tek" O'Ryan – produzione vocale, registrazione
- Bill Zimmerman – ingegneria del suono
- Phil Tan – missaggio
- Michelle Mancini – mastering

## Classifiche
| Classifica (2017) | Posizione massima |
| ----------------- | ----------------- |
| Canada            | 75                |
| Filippine         | 53                |
| Portogallo        | 95                |
| Stati Uniti       | 101               |